# تابع پیوسته
در ریاضیات، تابع پیوسته (به انگلیسی: Continuous Function) تابعی است که در مقادیر خروجی خود تغییرات ناگهانی (به آن ناپیوستگی هم می‌گویند) نداشته باشد. به طور دقیق‌تر، یک تابع پیوسته است اگر تغییرات به دلخواه کوچک در خروجی آن را بتوان با محدود کردن ورودی به مقادیری خاص تضمین کرد. اگر تابعی پیوسته نباشد به آن ناپیوسته گویند. تا قرن ۱۹ میلادی، ریاضیدانان به طور عمده به مفهوم شهودی پیوستگی تکیه می‌کردند، در طی قرن نوزدهم بود که تلاش‌هایی جهت ایجاد تعریف صوری پیوستگی برحسب {\displaystyle \delta } و {\displaystyle \epsilon } صورت گرفت.
پیوستگی توابع یکی از مفاهیم بنیادی و مرکزی در توپولوژی است، که در ادامه به طور کامل به آن پرداخته خواهد شد. بخش مقدماتی این مقاله به حالت خاصی که ورودی و خروجی تابع اعداد حقیق اند پرداخته خواهد شد. شکل قوی‌تر پیوستگی، پیوستگی یکنواخت است. به علاوه، این مقاله به بحث در مورد تعریف پیوستگی توابع، در حالت کلی‌تر بین فضاهای متری خواهد پرداخت. در نظریه ترتیب، به‌خصوص در نظریه دامنه، مفهوم پیوستگی را به اسم پیوستگی اسکات می‌شناسند. دیگر اشکال پیوستگی نیز وجود دارند ولی در این مقاله به آن‌ها پرداخته نمی‌شود.
به عنوان مثالی از توابع پیوسته، تابع {\displaystyle H(t)} که نشان‌دهنده ارتفاع یک گل بر حسب زمان است را می توان در نظر گرفت. در مقایسه، تابع {\displaystyle M(t)} که نشانگر مقدار پول در حساب بانکی بر حسب زمان است را می‌توان تابعی ناپیوسته در نظر گرفت؛ چرا که در آن «پرش»هایی در نقاطی که مقداری پول به حساب واریز یا از آن بیرون کشیده می‌شود وجود خواهد داشت.

## تاریخچه
تعریف اپسیلون-دلتا از پیوستگی اولین بار توسط برنارد بولزانو در ۱۸۱۷ داده شد. آگوستین لویی کوشی پیوستگی {\displaystyle y=f(x)} را به این صورت تعریف کرد: هر افزایش بی‌نهایت کوچکی چون {\displaystyle \alpha } در متغیر مستقل {\displaystyle x}، همیشه منجر به افزایش بی‌نهایت کوچک {\displaystyle f(x+\alpha )-f(x)} در متغیر وابسته {\displaystyle y} شود (به عنوان مثال Cours d'Analyse صفحه ۳۴ را ببینید). کوشی مقادیر بی‌نهایت کوچک را بر حسب متغیرها بیان کرد، و این تعریف از پیوستگی قرابت نزدیکی با تعریف بی‌نهایت‌کوچک‌هایی که امروزه استفاده می‌شوند داشت (بحث میکرو پیوستگی را ببینید). تعریف صوری و تمایز بین پیوستگی نقطه‌ای و پیوستگی یکنواخت اولین بار توسط بولزانو در دهه ۱۸۳۰ میلادی ارائه شد، اما اثر او تا دهه ۱۹۳۰ انتشار نیافت.

## پیوستگی توابع و قضایای آن
تابع پیوسته f در نقطه a تابعی است که در نقطه a تعریف شده و هم چنین حد تابع در آن نقطه موجود و برابر f(a)  باشد. در تعریف هندسی می گوییم، تابعی پیوسته‌ است که بتوان نمودار آن را بدون برداشتن قلم از روی کاغذ رسم کرد.

### تعریف ریاضی پیوستگی
تابع f در نقطه x=a پیوسته گوییم هرگاه سه شرط زیر برقرار باشد:
1. (f(a موجود و متناهی باشد یعنی تابع در نقطه a تعریف شده باشد.
2. حد تابع در a موجود باشد یعنی حد راست و چپ در این نقطه موجود و برابر باشد.(به جز نقاط ابتدا و انتها)
3. حد تابع برابر مقدار تابع باشد.
4. در نقطه ابتدا توابعی با دامنه محدود، حد راست موجود و برابر با مقدار تابع باشد.
5. در نقطه انتها توابعی با دامنه محدود، حد چپ موجود و برابر با مقدار تابع باشد.

## توابع حقیقی

### تعریف

تابع روی دامنه پیوسته است، اما روی دامنه پیوسته نیست، چرا که در نقطه تعریف نشده است.

یک تابع حقیقی، که تابعی از اعداد حقیقی به اعداد حقیقی است را می توان با نموداری در صفحه کارتزین نمایش داد؛ به طور نادقیق می توان گفت که چنین تابعی پیوسته است اگر نمودار آن منحنی باشد که در آن پاره شدگی و شکاف نبوده و دامنه آن کل اعداد حقیقی باشد. در ادمه تعریف دقیق تر ریاضیاتی ارائه خواهد شد.
تعریف دقیق پیوستگی برای توابع حقیقی اغلب در اولی درس حسابان (حساب دیفرانسیل و انتگرال) بر اساس مفهوم حد ارائه می شود. ابتدا، یک تابع چون {\displaystyle f} بر حسب {\displaystyle x} را در نقطه {\displaystyle c} در اعداد حقیقی پیوسته می گویند اگر حد {\displaystyle f(x)} با نزدیک شدن به {\displaystyle c} برابر {\displaystyle f(c)} باشد؛ آنگاه کل یک تابع را پیوسته گویند اگر در تمام نقاطش پیوسته باشد. تابعی را ناپیوسته گویند (یا آن را دارای ناپیوستگی گویند) گویند اگر در نقطه ای پیوسته نباشد. به این نقاط ناپیوستگیهای آن تابع می گویند.

### تعریف هاینه
تابع حقیقی {\displaystyle f} پیوسته است، اگر به ازای هر دنباله {\displaystyle x_{n}} که {\displaystyle \lim \limits _{n\to \infty }x_{n}=L}، نتیجه بگیریم {\displaystyle \lim \limits _{n\to \infty }f(x_{n})=f(L)}. ادوارد هاینه ریاضی‌دان آلمانی این تعریف را ارائه داده‌است.

## توابع پیوسته بین فضاهای توپولوژیکی
یکی دیگر از مفاهیم مجرد، مفهوم پیوستگی توابع بین فضاهای توپولوژیکی است که در آن عموماً به طور صوری مفهوم فاصله نقاط (همچون فضاهای متری) تعریف نشده است. یک فضای توپولوژیکی، مجموعه ای چون {\displaystyle X} مجهز به ساختار توپولوژی روی آن است، این ساختار مفهوم گوی های باز در فضاهای متری را مجرد کرده به گونه ای که هنوز می توان در مورد مفهوم همسایگی یک نقطه صحبت کرد. اعضای یک فضای توپولوژی را زیرمجموعه های باز {\displaystyle X} گویند (نسبت به ساختار توپولوژی روی آن تعریف می شوند).
تابعی چون {\displaystyle f\colon X\rightarrow Y} بین دو فضای توپولوژی {\displaystyle X} و {\displaystyle Y} پیوسته است اگر برای هر مجموعه باز {\displaystyle V\subseteq Y}، تصویر معکوس:
{\displaystyle f^{-1}(V)=\{x\in X\;|\;f(x)\in V\}}
زیرمجموعه بازی از {\displaystyle X} باشد. یعنی {\displaystyle f} یک تابع بین دو مجموعه {\displaystyle X} و {\displaystyle Y} است (نه روی عناصر {\displaystyle \tau _{X}})، اما پیوستگی {\displaystyle f} به ساختار توپولوژی تعریف شده روی {\displaystyle X} و {\displaystyle Y} بستگی دارد.
به طور معادل می توان گفت که تصویر عکس هر مجموعه بسته (که متمم مجموعه های باز اند) از {\displaystyle Y} در {\displaystyle X} هم بسته است.
مثلاً اگر {\displaystyle X} توپولوژی گسسته باشد، تمام توابعی چون {\displaystyle f\colon X\rightarrow T} پیوسته خواهند بود.